# Карл Менинджър
Карл Огъстъс Менинджър (на английски: Karl Augustus Menninger) е американски психиатър и член на известната фамилия от психиатри Менингер, която основава фондацията „Менинджър“ и клиниката „Менинджър“ в Топика, Канзас.

## Биография
Роден е на 22 юли 1893 година в Топика, САЩ. Учи в Университета Уошбърн, Университета на Индиана и Университета на Уисконсин-Мадисън. През 1917 г. завършва Медицинското училище на Харвард. Докато е в Уошбърн е член на братството Алфа Делта, а през 1960 е приет в Почетното общество Сагамор.
Менингер приема в клиниката си много европейски аналитици, които бягат от нацистите, като Ото Фенихел, Мартин Гротян и Ернст Симел. Между 1942 и 1943 г. Менинджър е президент на Американската психоаналитична асоциация. Основава Института за психоанализа в Топика през 1942 г.
Умира на 18 юли 1990 година в Топика на 96-годишна възраст.